# Gyrophaena rufa
Gyrophaena rufa är en skalbaggsart som beskrevs av Melsheimer 1844. Gyrophaena rufa ingår i släktet Gyrophaena och familjen kortvingar. Inga underarter finns listade i Catalogue of Life.